# Ron Ely
Ronald Pierce Ron Ely (Hereford, 2 giugno 1938 – Los Alamos, 29 settembre 2024) è stato un attore e scrittore statunitense.

## Biografia
Nella stagione 1960-1961 Ely recitò nella serie The Aquanauts, ma raggiunse la notorietà alcuni anni più tardi grazie al ruolo di Tarzan nell'omonima serie televisiva trasmessa dal 1966 al 1968 sulla NBC. Interpretò inoltre il ruolo da protagonista nel film Doc Savage, l'uomo di bronzo (1975) e nella serie televisiva L'uomo del mare (1987-1988).
Negli anni ottanta presentò il quiz show musicale Face the Music. Nel 1991 interpretò il ruolo di Superman di una realtà alternativa nell'episodio in due parti The Road to Hell della serie televisiva Superboy, mentre nel 1992 apparve in un piccolo ruolo nella serie televisiva Tarzan, remake dell'originale, in cui il ruolo del protagonista fu interpretato da Wolf Larson. 
Negli anni novanta e 2000 intraprese una carriera di scrittore, pubblicando due romanzi gialli con protagonista il detective privato Jake Sands: Night Shadows (1994) e East Beach (1995). Fino al 2001, Ely collezionò diverse apparizioni in varie serie televisive, tra cui Sheena e Renegade.

## Filmografia

### Cinema
- The Fiend Who Walked the West, regia di Gordon Douglas (1958)
- South Pacific, regia di Joshua Logan (1958)
- Il molto onorevole Mr. Pennypacker (The Remarkable Mr. Pennypacker), regia di Henry Levin (1959)
- Un bacio per morire (Once Before I Die), regia di John Derek (1966)
- La valle dell'orso (The Night of the Grizzly), regia di Joseph Pevney (1966)
- Alleluja e Sartana figli di... Dio, regia di Mario Siciliano (1972)
- Il cacciatore solitario (Der Schrei der schwarzen Wölfe), regia di Harald Reinl (1972)
- Doc Savage, l'uomo di bronzo (Doc Savage: The Man of Bronze), regia di Michael Anderson (1975)
- Giochi perversi di una signora bene (MitGift), regia di Michael Verhoeven (1976)
- Razza schiava (Slavers), regia di Jürgen Goslar (1978)

### Televisione
- The Millionaire – serie TV, 1 episodio (1959)
- How to Marry a Millionaire – serie TV, 1 episodio (1959)
- Playhouse 90 – serie TV, 1 episodio (1959)
- Steve Canyon – serie TV, 1 episodio (1959)
- Papà ha ragione (Father Knows Best) – serie TV, 1 episodio (1959)
- The Aquanauts – serie TV, 18 episodi (1960-1961)
- Le leggendarie imprese di Wyatt Earp (The Life and Legend of Wyatt Earp) – serie TV, 1 episodio (1960)
- Thriller – serie TV, episodio 2x16 (1962)
- Tarzan – serie TV, 57 episodi (1966-1968)
- Una moglie per papà (The Courtship of Eddie's Father) – serie TV, 1 episodio (1969)
- Ironside – serie TV, 1 episodio (1971)
- Marcus Welby (Marcus Welby, M.D.) – serie TV, 1 episodio (1974)
- Wonder Woman – serie TV, 1 episodio (1978)
- Fantasilandia (Fantasy Island) – serie TV, 5 episodi (1979-1984)
- Love Boat (The Love Boat) – serie TV, 3 episodi (1980-1983)
- The Seal, regia di William Wiard – film TV (1981)
- Hotel – serie TV, 1 episodio (1983)
- Matt Houston – serie TV, 1 episodio (1983)
- Blacke's Magic – serie TV, 1 episodio (1986)
- L'uomo del mare (Sea Hunt) – serie TV, 1 episodio (1987)
- Superboy – serie TV, 1 episodio (1991)
- The Hat Squad – serie TV, 1 episodio (1992)
- Tarzan – serie TV, 1 episodio (1992)
- Renegade – serie TV, 2 episodi (1993-1996)
- L.A. Law - Avvocati a Los Angeles (L.A. Law) – serie TV, 1 episodio (1993)
- L'ultimo dei mohicani (Hawkeye) – serie TV, 1 episodio (1994)
- Sheena – serie TV, 1 episodio (2001)

## Doppiatori italiani
- Gianfranco Bellini in Il molto onorevole Mr. Pennypacker
- Antonio Colonnello in Alleluja e Sartana figli di... Dio
- Cesare Barbetti in La valle dell'orso
- Natale Ciravolo in Tarzan